# Calamoideae
Calamoideae còn gọi là họ phụ mây hay phân họ mây thuộc họ cau dừa, họ phụ này bao gồm 21 chi và khoảng 620 loài phân bổ trên thế giới.

## Phân loại
Họ phụ mây chia làm 3 tông:
- Tông mây (Calameae)
  - Tông phụ mây (Calaminae)
    - Calamus
    - Daemonorops

  - Tông phụ Korthalsiinae
    - Korthalsia

  - Tông phụ Metroxylinae
    - Metroxylon

  - Tông phụ Pigafettinae
    - Pigafetta

  - Tông phụ Plectocomiinae
    - Plectocomia

  - Tông phụ Salaccinae
    - Salacca
- Tông Eugeissoneae
  -     - Eugeissona
- Tông Lepidocaryeae
  - Tông phụ Ancistrophyllinae
    - Eremospatha
    - Laccosperma 
    - Oncocalamus

  - Tông phụ Mauritiinae
    - Lepidocaryum
    - Mauritia